# 柱式
柱式是指一整套古典建筑立面形式生成的原则。基本原理就是以柱径为一个单位，按照一定的比例原则，计算出包括柱座（Base）、柱身（Shaft）和柱头（Capital）的整个柱子的尺寸，更进一步计算出包括基座（Stylobate）和山花（Pediment）的建筑各部分尺寸。

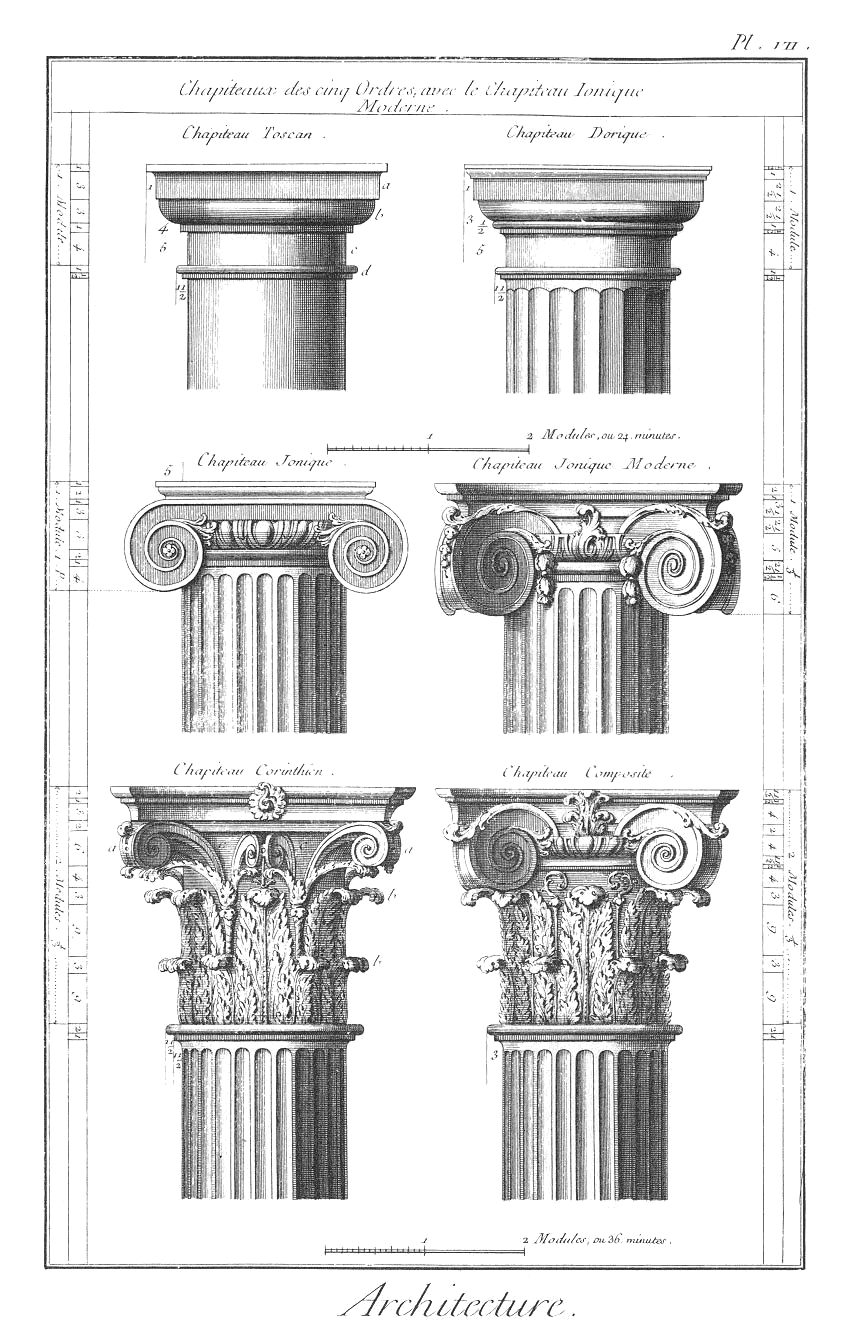
Encyclopédie 第18冊：建筑柱式的雕版印刷

15世纪以来，建筑学研究者发现了包括古希腊的三个柱式和古罗马的五个柱式。最早的柱式来源于古希腊，之后为古罗马所使用和修改。每种类型都有各异的柱头形式，包括過樑（類似東亞建築的额枋）、雕带和檐口。
按柱式雕刻的顺序，由最粗壮原始的到最苗条奢华的柱式依次是塔司干柱式（古罗马）、多立克柱式（古希腊和古罗马）、爱奥尼克柱式（古希腊）、爱奥尼克柱式（古罗马）、科林斯柱式（古希腊和古罗马）以及混合柱式（古罗马）。这其中有三种柱式：多立克、爱奥尼克和科林斯是由古希腊人发明的。随后古罗马人增加了比多立克柱式简单的塔司干柱式，以及比科林斯柱式还繁杂的组合柱式。
古罗马建筑师和工程师维特鲁威在《建筑十书》中介绍了有关古希腊柱式的传说。文艺复兴时期的意大利建筑教育家塞巴斯蒂亚诺·塞利奥出版一系列关于古典建筑样式的书，在第四册书中，首次出现了对古罗马的五种柱式划分等级的说法。随后著名的建筑大师安德烈亞·帕拉弟奧（Andrea Palladio，1508—1580）在威尼斯发表的论文《建筑四书》中明确将柱式系统规范化，形成了被建筑界广为接受的建筑立面设计规范。他设计的维琴察圆厅别墅（Rotonda in Villa Capra，1550）就是采用此规范的典范。

## 历史
古希腊的建筑从公元前7世纪末，除屋架之外，均采用石材建造。神庙是古希腊城市最主要的大型建筑，其典型型制是围廊式。由于石材的力学特性是抗压不抗拉，造成其结构特点是密柱短跨，柱子、额枋和檐部的艺术处理基本上决定了神庙的外立面形式。古希腊建筑艺术的种种改进，也都集中在这些构件的形式、比例和相互组合上。公元前6世纪，这些形式已经相当稳定，有了成套定型的做法，即以后古罗马人所称的“柱式”。

## 古希腊三柱式

### 多立克柱式
希腊多立克柱式（Doric Order）的特点是比较粗大雄壮，没有柱础，柱身有20条凹槽，柱头没有装饰，多立克柱又被称为男性柱。著名的雅典卫城（Athen Acropolis）的帕提农神庙（Parthenon）即采用的是多立克柱式。

### 爱奥尼柱式
希腊爱奥尼柱式（Ionic Order）的特点是比较纤细秀美，柱身有24条凹槽，柱头有一对向下的涡卷装饰，爱奥尼柱又被称为女性柱。爱奥尼柱由于其优雅高贵的气质，广泛出现在古希腊的大量建筑中，如雅典卫城的胜利女神神庙（Temple of Athena Nike）和伊瑞克提翁神庙（Erechtheum）。

### 科林斯柱式
希腊科林斯柱式（Corinthian Order）的比例比爱奥尼柱更为纤细，柱头是用茛苕叶（Acanthus）作装饰，形似盛满花草的花篮。相对于爱奥尼柱式，科林斯柱式的装饰性更强，但是在古希腊的应用并不广泛，雅典的宙斯神庙（Temple of Zeus）采用的是科林斯柱式。

## 古罗马五柱式

### 托斯坎柱式
托斯坎柱式（Tuscan Order）是古羅馬5種主要柱式中的一種，它的風格簡約樸素，類似於多立克柱式，但是同多立克相比省去了柱子表面的凹槽。柱身長度與直徑的比例大約是7：1，顯得粗壯有力。

### 多立克柱式
罗马多利克（The Roman Doric Order）柱式是古罗马人对希腊多利克柱式的改造，主要差别是在柱础下面增加一个台基。

### 爱奥尼柱式
特點是比較纖細秀美，柱身有24條凹槽，柱頭有一對向下的渦卷裝飾，愛奧尼柱又被稱為女性柱。愛奧尼柱由於其優雅高貴的氣質，廣泛出現在古希臘的大量建築中。

### 科林斯柱式
比例比愛奧尼柱更為纖細，柱頭是用毛莨葉（Acanthus）作裝飾，形似盛滿花草的花籃。相對於愛奧尼柱式，科林斯柱式（Corinthian Order）的裝飾性更強。

### 混合柱式
又稱羅馬複合式柱式（Roman Composite Order），將愛奧尼克柱式柱頭上的渦捲加入科林斯茛苕叶柱頭上。